# クトゥブ・ミナール
座標: 北緯28度31分32.82秒 東経77度11分7.3秒 / 北緯28.5257833度 東経77.185361度
クトゥブ・ミナール（Qutub Minar, ヒンディー: क़ुतुब मीनार）は、インドのデリーにあるミナレット。インド最古のミナレットとされる。
1200年ごろに奴隷王朝の建国者であるクトゥブッディーン・アイバクによって、クワットゥル・イスラーム・モスク（クトゥブ・モスクともいう）に付属して建てられた。ヒンドゥー様式とイスラーム様式が混在した様式となっている。

## 構造
高さが72.5mあり、かつては世界で最も高いミナレットであった。地震や落雷などで先端が崩れた後に修復してあり、当初は100mほどの高さがあったという。直径は、基底部14.3mに対して先端部2.75mであり、文字どおりの尖塔である。
内部には378段の階段があり、以前は先端部まで上ることができた。1981年12月に照明が消えてパニックになった修学旅行中の少女たちが階段で折り重なって倒れ、十数名が死傷する惨事となった。この事故以来、内部への立入りは禁止された。

## 世界遺産の遺跡群
クトゥブ・ミナールから北に150mほど離れた場所に、未完のミナレットであるアライ・ミナールがある。財政難で工事が中断し、現在は直径25mの巨大な基底部を見ることができる。完成していればクトゥブ・ミナールを超え、100mを大きく超える塔になっていたとされる。
一帯の遺跡群は、1993年に世界遺産に登録（登録名：デリーのクトゥブ・ミナールとその建造物群）されており、アライ・ミナールの他にモスクやデリーの鉄柱などもある。

## 登録基準
この世界遺産は世界遺産登録基準のうち、以下の条件を満たし、登録された（以下の基準は世界遺産センター公表の登録基準からの翻訳、引用である）。
- (4) 人類の歴史上重要な時代を例証する建築様式、建築物群、技術の集積または景観の優れた例。